# Peter Wimberger
Peter Wimberger (* 14. Mai 1940 in Wien; † 22. März 2021 ebenda) war ein österreichischer Opernsänger (Bassbariton).

## Leben
Peter Wimberger studierte Gesang an der Musikakademie Wien, wo er Schüler von Paul Schöffler und Adolf Vogel war. Sein Bühnendebüt gab er 1963 am Opernhaus Dortmund als Pietro in Simon Boccanegra von Giuseppe Verdi. Es folgten Engagements an den Opernhäusern von Mainz, Freiburg und an der Deutschen Oper am Rhein. Er trat in Deutschland außerdem am Opernhaus Frankfurt a. M., am Staatstheater Karlsruhe, am Staatstheater Kassel (1972, als Wotan in Die Walküre) und an der Bayerischen Staatsoper auf.
1972 kehrte er dauerhaft nach Österreich zurück. Von 1972 bis 2000 war er festes Ensemblemitglied der Wiener Staatsoper, wo er in über 900 Vorstellungen in 57 Rollen in 44 verschiedenen Opern auftrat. Sein Debüt an der Wiener Staatsoper gab er im September 1972 als Sprecher in Die Zauberflöte. Im Dezember 1995 sang er an der Wiener Staatsoper den Jochanaan in Salome. Nach seinem offiziellen Ausscheiden zum Ende der Spielzeit 1999/00 trat er im Januar 2002 nochmals als Titurel in Parsifal auf. Seinen letzten Auftritt an der Wiener Staatsoper hatte er im Mai 2002 als Veit Pogner in Die Meistersinger von Nürnberg.
Mehrfach gastierte er bei den Bregenzer Festspielen. In der Spielzeit 1990/91 übernahm er an der Wiener Volksoper in einer Neuinszenierung der Oper Der Freischütz die Rolle des Eremiten. In der Spielzeit 1994/95 sang er dort den Inquisitor in einer Neuinszenierung der Oper Der feurige Engel (Inszenierung: Christine Mielitz, Dirigent: Donald Runnicles). An der Wiener Volksoper war er außerdem als Zaccaria (Nabucco), Nurabad (Die Perlenfischer) und als Komtur (Don Giovanni) zu hören.
Wimberger gab zahlreiche internationale Gastspiele, u. a. an der Nationaloper Warschau, an der Königlichen Oper Kopenhagen, in Frankreich an den Opernhäusern von Lyon, Marseille und Nizza sowie am Theater Basel.
Im Februar 1980 gastierte er am Teatro San Carlo in Neapel als Wotan in Die Walküre. Im Februar 1984 sang er an der Mailänder Scala den Landgraf Hermann in Tannhäuser und der Sängerkrieg auf Wartburg. Im April 1984 debütierte er an der Metropolitan Opera in New York als Wotan in Die Walküre. In der Spielzeit 1984/85 sang er am Teatro Liceu in Barcelona den Jochanaan in Salome, im März 1985 dort dann auch den „Wanderer“ in Siegfried. 1986 sang er beim Maggio Musicale Fiorentino in Florenz unter der musikalischen Leitung von Zubin Mehta den Veit Pogner in Die Meistersinger von Nürnberg. In der Spielzeit 1986/87 trat er in der Titelpartie der Wagner-Oper Der Fliegende Holländer am Landestheater Linz auf. 1987 gastierte er an der Oper Köln. 1988 sang er am Teatro Massimo Palermo und am Teatro San Carlo in Neapel den Amfortas in Parsifal. 1992 war an der Opéra Royal de Wallonie in Lüttich der „Walküre“-Wotan. In der Spielzeit 1992/93 gastierte er am Opernhaus Graz als Baron Ochs auf Lerchenau in einer Neuinszenierung der Strauss-Oper Der Rosenkavalier. Am Teatro Colon in Buenos Aires sang er den Rocco in Fidelio (April/Mai 1997) und den Wotan in Die Walküre (Juli 2005). 2002 gastierte er am Landestheater Linz als Oroveso in Norma. In der Spielzeit 2009/10 sang er an der Wiener Volksoper die Rolle des Monterone in einer Rigoletto-Neuinszenierung. In der Spielzeit 2011/12 gastierte er am Stadttheater Klagenfurt als Aibler in Der Evangelimann.
1986 wurde er zum Österreichischen Kammersänger ernannt. Peter Wimberger starb im März 2021 kurz vor seinem 81. Geburtstag in Wien. Sein Sohn Paul Wimberger (* 1963, Wien) ist als Sänger, Stimmcoach und Filmkomponist tätig.

## Repertoire und Tondokumente
Wimberger sang auf der Bühne schwerpunktmäßig die dramatischen Bariton- und Baßpartien in den Opern von Richard Wagner (Holländer, Daland, Landgraf Hermann, König Heinrich, Veit Pogner, Wotan/Wanderer, Amfortas, Titurel), Giuseppe Verdi (Ferrando, Monterone) und Richard Strauss (Orest in Elektra).
Zu seinen weiteren wichtigen Bühnenpartien gehörten Rocco, Bartolo (Le nozze di Figaro), Escamillo (Carmen) und Rangoni (Boris Godunow). Auch als Konzert- und Oratoriensänger trat er mit einem breiten Repertoire auf.
Wimberger nahm u. a. geistliche Werke von Johann Sebastian Bach und Joseph Haydn (Bass-Solo in der Harmoniemesse) auf. In einer ORF-Rundfunkaufnahme sang er 1972 den Lysiart in Euryanthe. In einer Live-Aufnahme der Oper Die Frau ohne Schatten aus der Wiener Staatsoper (1977) ist er als Geisterbote zu hören. Bei dem Label ORFEO International wurde 2006 eine CD mit Live-Aufnahmen der Sopranistin Ursula Schröder-Feinen aus der Deutschen Oper am Rhein veröffentlicht, in der Wimberger im Fidelio-Quartett aus dem 2. Akt (aufgenommen im September 1971) den Don Pizarro singt.